# Bertignolles
Bertignolles – miejscowość i gmina we Francji, w regionie Grand Est, w departamencie Aube.
Według danych na rok 1990 gminę zamieszkiwało 60 osób, a gęstość zaludnienia wynosiła 10 osób/km².

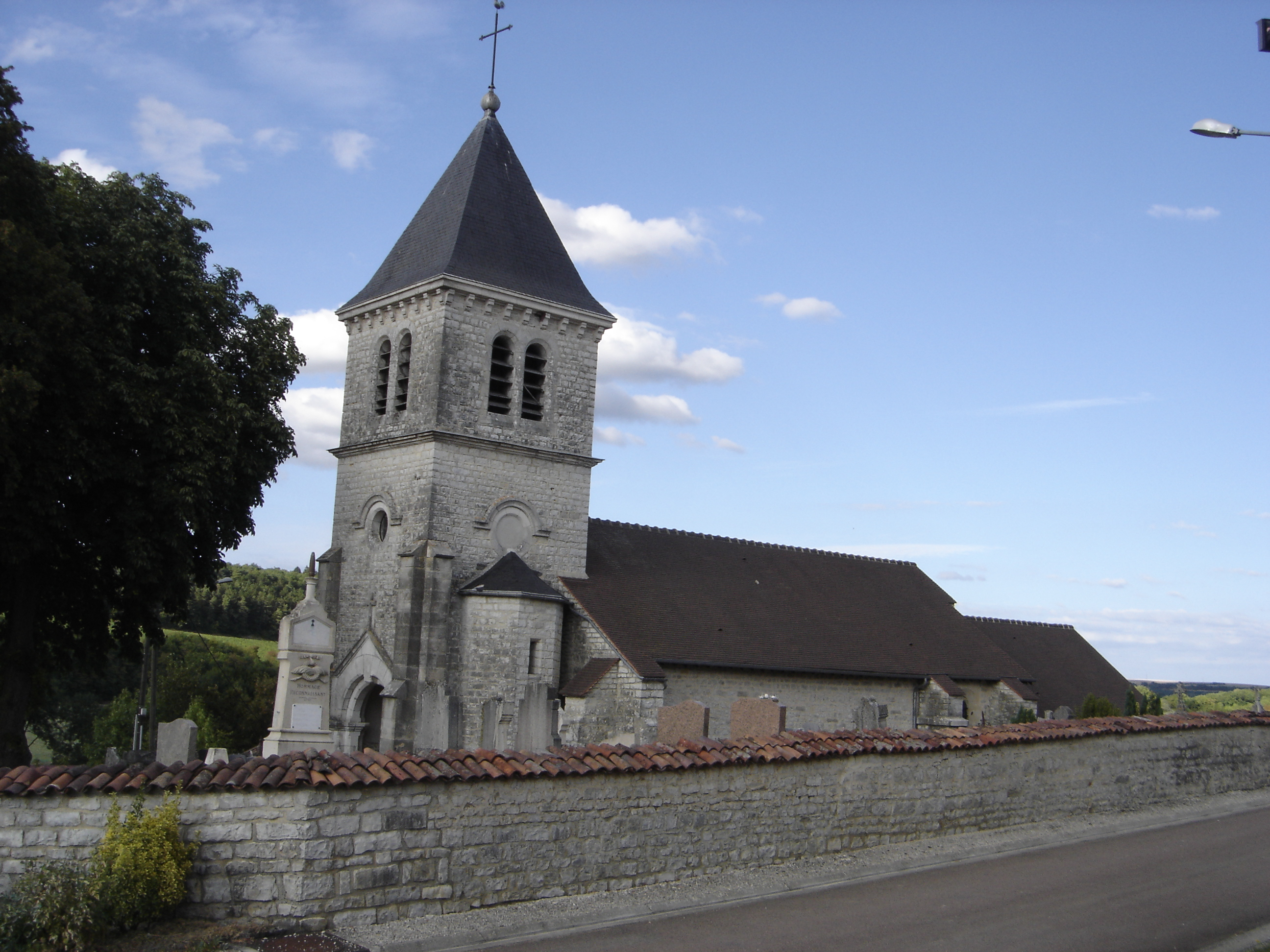
Kościół w Bertignolles, 2009